# Jorge Aguirre
Jorge David Aguirre Wardi (ur. 2 stycznia 1962 w San Miguel de Tucumán) – argentyński judoka. Olimpijczyk z Barcelony 1992, gdzie zajął siedemnaste miejsce wadze półciężkiej.
Uczestnik mistrzostw świata w 1981, 1989, 1991 i 1993. Startował w Pucharze Świata w 1992 i 1995. Brązowy medalista igrzysk panamerykańskich w 1991. Wygrał igrzyska Ameryki Południowej w 1986 i 1994. Zdobył sześć medali na mistrzostwach panamerykańskich w latach 1980 - 1994. 

## Letnie Igrzyska Olimpijskie 1992
| Konkurencja | Eliminacje          | Eliminacje          | Eliminacje                   | Klas. końcowa |
| Konkurencja | Przeciwnik I        | Przeciwnik II       | Przeciwnik III               | Miejsce       |
| ----------- | ------------------- | ------------------- | ---------------------------- | ------------- |
| 95 kg       | Pat Roberge (CAN) Z | Moussa Sall (SEN) Z | Odwogijn Baldżinnjam (MGL) P | 17.           |